# Copa Metropolitana 2023 (Colombia)
La Copa Metropolitana 2023 es la tercera edición del certamen que agrupa a las principales canteras de los clubes masculinos afiliados a la Dimayor en el centro de Colombia. Y la primera edición de clubes femeninos. El torneo es organizado por Difutbol.

## Equipos participantes
Un total de seis equipos tomaron parte de esta categoría tanto en masculino como femenino.
| Equipo         | Ciudad        | Colores             | División  |
| -------------- | ------------- | ------------------- | --------- |
| Bogotá F.C.    | Bogotá, D. C. | Amarillo y rojo     | Primera B |
| Fortaleza CEIF | Bogotá, D. C. | Rojo, azul y blanco | Primera B |
| La Equidad     | Bogotá, D. C. | Verde y blanco      | Primera A |
| Millonarios    | Bogotá, D. C. | Azul y blanco       | Primera A |
| Santa Fe       | Bogotá, D. C. | Rojo y blanco       | Primera A |
| Tigres F.C.    | Bogotá, D. C. | Gris y fucsia       | Primera B |

## Categoría Sub-20 masculino

### Grupo único
| Pos. | Equipo         | Pts. | PJ | G  | E | P | GF | GC | Dif. |  |     | BFC  | SFE | FCE | MFC | EQU | TIG |
| ---- | -------------- | ---- | -- | -- | - | - | -- | -- | ---- |  | --- | ---- | --- | --- | --- | --- | --- |
| 1    | Bogotá F.C.    | 10   | 4  | 3  | 1 | 0 | 4  | 1  | +3   |  |     | —    |     | 1–1 | 1–0 | 1–0 |     |
| 2    | Santa Fe       | 32   | 12 | 10 | 2 | 0 | 10 | 2  | +8   |  |     |      | —   |     |     | 1–1 |     |
| 3    | Fortaleza CEIF | 7    | 5  | 2  | 1 | 2 | 6  | 6  | 0    |  |     | 0–2  | —   | 2–0 | 2–0 | 1–0 |     |
| 4    | Millonarios    | 7    | 5  | 2  | 1 | 2 | 3  | 4  | −1   |  |     | 1–1  |     | —   |     | 1–0 |     |
| 5    | La Equidad     | 4    | 4  | 1  | 1 | 2 | 4  | 5  | −1   |  |     |      |     | 0–1 | —   |     |     |
| 6    | Tigres F.C.    | 0    | 4  | 0  | 0 | 4 | 0  | 9  | −9   |  | 0–1 | 0–10 |     |     |     | —   |     |

 Fuente: Difutbol

## Categoría femenina

### Grupo único
| Pos. | Equipo         | Pts. | PJ | G | E | P | GF | GC | Dif. |  |     | SFE | MFC | EQU | BFC | FCE | TIG |
| ---- | -------------- | ---- | -- | - | - | - | -- | -- | ---- |  | --- | --- | --- | --- | --- | --- | --- |
| 1    | Santa Fe       | 15   | 5  | 5 | 0 | 0 | 21 | 2  | +19  |  |     | —   | 7–0 |     |     |     | 2–1 |
| 2    | Millonarios    | 12   | 5  | 4 | 0 | 1 | 6  | 8  | −2   |  |     |     | —   | 1–0 |     |     | 2–1 |
| 3    | La Equidad     | 6    | 4  | 2 | 0 | 2 | 5  | 3  | +2   |  | 1–2 |     | —   | 3–0 | 1–0 |     |     |
| 4    | Bogotá F.C.    | 6    | 5  | 2 | 0 | 3 | 3  | 9  | −6   |  | 0–4 | 0–1 |     | —   | 2–1 | 1–0 |     |
| 5    | Fortaleza CEIF | 3    | 5  | 1 | 0 | 4 | 8  | 11 | −3   |  | 0–6 | 0–2 |     |     | —   |     |     |
| 6    | Tigres F.C.    | 0    | 4  | 0 | 0 | 4 | 2  | 12 | −10  |  |     |     |     |     | 0–7 | —   |     |

 Fuente: Difutbol